# Шамбаров, Валерий Евгеньевич
Вале́рий Евге́ньевич Шамба́ров (18 августа 1956, Староконстантинов, Хмельницкая область, УССР) — российский писатель и публицист, режиссёр, сценарист; изобретатель, инженер. Автор работ по истории России, член Союза писателей России. Кандидат технических наук.

## Биография
Родился в семье военного. В 1973—1979 годах учился в Московском инженерно-физическом институте, в котором получил своё первое творческое образование, вступив в Восьмое творческое объединение МИФИ. Был сценаристом, режиссёром, выпускал самиздатовский сборник «Йеллоу пресс».
Окончив институт, В. Шамбаров подал в военный комиссариат заявление о желании поступить на службу офицером и через год был призван в Советскую Армию. Служил инженером-испытателем в 8 ГНИИ ВВС имени В. П. Чкалова, участвовал в испытаниях самолётов и авиационного вооружения. В системе партийной учёбы получил также высшее политическое образование по специальности «Международные отношения и внешняя политика».
В 1991 году тяжело заболел, в результате чего в 1993 году был полупарализован По собственным словам излечился к 1999 году после принятия православного крещения.
Ещё во время службы в 1990 году начал публиковаться в периодических изданиях, что в связи с болезнью стало его основным занятием. Подрабатывал, сотрудничая с двумя десятками газет и журналов, пересылая по почте продукцию разных жанров — юмор, рассказы, очерки, статьи. Известность ему принесла опубликованная в 1996 году книга «Белогвардейщина», поскольку данный труд представляет собой полную историю Белого движения на всех фронтах Гражданской войны в России и активно используется профессиональными учёными-историками в научных работах и исследованиях как достоверный и надёжный источник, присутствует в списке литературы, рекомендованной Министерством образования и науки РФ по теме «Гражданская война в России».
Войсковой старшина Казачьего отряда специального назначения имени Св. Александра Невского.
В 2005 году принят в Союз писателей России и Международное сообщество писательских союзов.
Имеет ряд правительственных наград и восемь свидетельств на изобретения. Кандидат технических наук.
Ведёт авторский блог на сайте газеты «Завтра».

## Взгляды
Православный. Принципиально беспартийный и по своим политическим взглядам — монархист. В мае 2004 года в интервью «Литературной газете» под названием «Либерализм не может победить окончательно нигде и никогда» Шамбаров высказал мнение, что «либеральная идея в исторической перспективе обречена», поскольку по его мнению, либерализму присущи эгоистичность, безответственность, нацеленность на решение только сиюминутных проблем, пренебрежение стратегическими интересами государства.
В книге «Правда варварской Руси» утверждал, что проявляет большой интерес к тем периодам российской истории, где, по его мнению, «сложились ложные штампы»: Первая мировая война, XVII век, допетровская Россия. Относительно последнего считает, что её принято «изображать безнадёжно отсталой, а факты говорят, что XVII век был периодом максимальной энергии, блестящего расцвета и наибольших успехов нашей страны». Касаясь там же вопроса исторических исследований, сам являясь по образованию физиком, пишет, что «гуманитарий заучивает уже готовые мнения и выводы, которыми руководствуется», в то время как «физик привык доверять только фактам»: «„А“ должно вытекать из «B» и подтверждаться «C». Если это не так, задача решена неверно. То же применимо к истории». Отсюда Шамбаров на примере технического оснащения Русской императорской армии полагает, что если многочисленные «„авторитетные источники“» утверждают, что к началу Первой мировой войны она была «технически отсталой по сравнению с западными, гуманитарий спокойно переписывает данный вывод и даёт ссылку», в то время как «физик проверяет факты, цифры, и когда оказывается, что оснащённость артиллерией, пулемётами, аэропланами, автомобилями была выше, чем в армиях Франции и Англии, а тактика гораздо совершеннее, чем в Германии, отвергает вывод об отсталости» и тут же задаёт себе вопрос: «когда, кому и зачем понадобилось оболгать Россию?» В «вере фактам, а не оценкам» Шамбаров видит всю суть своего метода, считая, что «готовые оценки, переписываемые из одной работы в другую, могут быть ошибочными, конъюнктурными, клеветническими, и в совокупности они складываются в устойчивые „исторические штампы“».

## Отзывы

### Положительные
В рецензии литературного критика Л. В. Пирогова из «Независимой газеты» отмечалось: «Книги Валерия Шамбарова <…> читаются запоем, как триллер, как захватывающий роман с продолжением… Одним из главных достоинств исторической дилогии Валерия Шамбарова является то, что история России предстает здесь перед нами как неотъемлемая часть мировой и европейской истории».
Журналист «Литературной газеты» Н. Айрапетова писала о творчестве Шамбарова: «Обладать подобным видением прошлого и современности, не допуская вульгарных и искусственных натяжек, способны сегодня немногие. Это умение не зависит от научных титулов или официально декларируемой методологии: оно либо есть от природы, либо его нет, и в последнем случае никакие звания не помогут».

### Критические
За время творческой деятельности Шамбаров критиковался профессиональными историками.
Доктор исторических наук, профессор Е. Б. Заболотный и доктор исторических наук, профессор кафедры теории и истории международных отношений УрФУ, директор Центра исследования современного радикализма и экстремизма УрФУ В. Д. Камынин:

Если историограф будет пытаться реализовать пожелание А. Г. Еманова обратиться «к инструментарию oral history, интервьюированию современников, непосредственных участников и свидетелей историографического процесса» и рассматривать всё это в качестве историографических источников, то его произведения будут относиться не к научному жанру, а к столь распространенному в последнее время жанру folk history, в котором пишут о нашей истории Г. В. Носовский, А. Т. Фоменко, С. Валянский, Д. Калюжный, В. Шамбаров, Э. Радзинский и многие другие авторы.

Кандидат исторических наук Т. Н. Шевяков в своём интервью газете «Аргументы и факты» указал, что время Гражданской войны в России является крайне мифологизированным и толком не изученным периодом, представление о котором, в основном, складывается на основе художественных фильмов «Неуловимые мстители» и «Чапаев», а также отметил, что его «огорчает количество откровенных маргиналов от истории, пытающихся навязать совершенно фантастическую картину той эпохи». Учёный приводит Шамбарова в качестве примера, полагая, что его позиция относительно указанного исторического периода «смехотворна и вредна» и заключается в противопоставлении двух сил — «благородное высокодуховное „белое рыцарство“» и «вшивые орды „краснопузых гоблинов“».
Исследователь А. А. Порошин отмечает ряд ошибок, допущенных Шамбаровым в книге «За веру, царя и Отечество»: генерал М. В. Алексеев, не окончив юнкерского училища, отправился на русско-турецкую войну в чине прапорщика (в действительности окончил и воевал в чине портупей-юнкера); получил должность командира роты спустя 11 лет службы из-за неоконченного военного образования в юнкерском училище (в действительности из-за отсутствия высоких покровителей); во время той же войны награждён орденом Святого Георгия 4-й степени (в действительности во время Первой мировой войны — 6 сентября 1914); после окончания Академии Генерального штаба был оставлен в ней преподавателем (в действительности был назначен старшим адъютантом штаба 1-го АК, а в академии и в училище преподавал гораздо позднее и по совместительству, что являлось обычным для офицеров, закончивших указанную академию и причисленных к ней)..
Историк Е. Н. Яковлев в передаче «Разведопрос» провёл критический разбор книги В. Е. Шамбарова и Е. Н. Чавчавадзе «Революция: западня для России», написанной ими на основе одноимённого документального фильма, указав на использование авторами ряда сомнительных источников, а также на допущенные ими ошибки в изложении исторических фактов.
В книге "Правда о Ленине" (авторы: Ярослав Козлов, ‎Владимир Корнеев. М., 2020) про Шамбарова говорится:
"Первенство no популяризации в России фальшивых «документов» занимает писатель Валерий Евгеньевич Шамбаров. В своих многочисленных публицистических произведениях «Белогвардейщина» (издавалась в 1999, 2002, 2004, 2007, 2009, 2012, 2017 гг.), «Государство и революции» (издавалась в 2001, 2002 гг.), «Нашествие чужих: заговор против империи» (издавалась в 2007, 2008, 2010, 2013 гг.) он упорно, на протяжении ряда лет, публикует тексты двух фальшивок: указания Германского имперского банка № 7432 от 2 марта 1917 г. и доклада Е. Поливанова и Г. Залкинда от 16 ноября 1917 г.195] В другом своем произведении, выходящем каждый раз с видоизмененным названием («Оккультные корни Октябрьской революции» (2006), «Маги в Кремле, или Оккультные корни Октябрьской революции» (2012), «Свердлов. Оккультные корни Октябрьской революции» (2013)), В. Шамбаров приводит в качестве примера лишь название документа («Указание имперского банка № 7433 от 2 марта 1917 г.№1961). Удивительно, но в этой компании писателей и публицистов, далеких от исторической науки, оказался даже ученый, доктор исторических наук Е. А. Сикорский, разместивший в своей книге текст фальшивого «документа» от 2 марта 1917 г, сославшись при этом на произведение В. Е. Шамбарова «Белогвардейщина». 

## Основные работы

### Книги
- Шамбаров В. Е. Белогвардейщина. — Рязань: ООО "Форт", 1996. — 526 с. (в 1993—1996 годах печаталась в газете «Вечерняя Рязань», в 1996 году вышла в свет отдельным изданием, выдержала пять переизданий).
- Шамбаров В. Е. Русь: дорога из глубин тысячелетий. — М.: Алетейа, 1999.
- Шамбаров В. Е. Подлинные мемуары поручика Ржевского. — М.: Алгоритм, 2001.
- Шамбаров В. Е. Государство и революции. — М.: Алгоритм, 2001.
- Шамбаров В. Е. За Веру, Царя и Отечество! — М.: Эксмо, 2003.
- Шамбаров В. Е. Бей поганых! — М.: Алгоритм, Эксмо, 2005.
- Шамбаров В. Е. Правда варварской Руси. — М.: Алгоритм, Эксмо, 2006.
- Шамбаров В. Е. 17 мгновений гестапо-Мюллера. — М.: Яуза-Эксмо, 2005.
- Шамбаров В. Е. Оккультные корни Октябрьской революции. — М.: Алгоритм, Эксмо, 2006.
- Шамбаров В. Е. Нашествие чужих: заговор против империи. — М.: Алгоритм, 2007.
- Шамбаров В. Е. Казачество: История вольной Руси. — М.: Алгоритм, Эксмо, 2007.
- Шамбаров В. Е. Великие империи Древней Руси. — М.: Алгоритм, 2007.
- Шамбаров В. Е. Казачество: Путь воинов Христовых. — М.: Алгоритм, 2008.
- Шамбаров В. Е. Антисоветчина, или Оборотни в Кремле. — М.: Алгоритм, 2008.
- Шамбаров В. Е. Агенты Берии в руководстве гестапо. — М.: Алгоритм, 2008.
- Шамбаров В. Е. Царь грозной Руси. — М.: Алгоритм, 2009.
- Шамбаров В. Е. Рождение династии. Тайна воцарения Романовых. — М.: Алгоритм, Эксмо, 2011.
- Шамбаров В. Е. Казачество: путь воинов Христовых. — М.: Алгоритм, 2012. — 688 с. ISBN 978-5-4438-0053-0
- Шамбаров В. Е. Песни Царской России, пленные большевиками. — М.: Культурно-просветительный Русский изд. центр им. св. Василия Великого, 2013. — 255 с. ISBN 978-5-4249-0029-7
- Шамбаров В. Е. Гитлер. Император из тьмы. — М.: Алгоритм, 2013. — 447 с. — (Русская история) ISBN 978-5-4438-0390-6
- Шамбаров В. Е. Последняя битва императоров. Параллельная история Первой мировой. — М.: Алгоритм, 2013. — 623 с. — (Русская история) ISBN 978-5-4438-0388-3
- Шамбаров В. Е. Нашествие чужих. Почему к власти приходят враги. — М.: Алгоритм, 2013.
- Шамбаров В. Е. Скифские войны. Как Русь победила Дария Великого и Александра Македонского . — М.: Алгоритм, 2013.
- Шамбаров В. Е. День народного Единства. Преодоление смуты. — М.: Алгоритм, 2014. — 495 с. — (Русская история) ISBN 978-5-4438-0943-4
- Шамбаров В. Е. Спасти Украину! Святая Русь против варварской Европы. — М.: Алгоритм, 2014.
- Шамбаров В. Е. Сталинградская Богородица. — М.: Алгоритм, 2014.
- Шамбаров В. Е. Куликово поле и другие битвы Дмитрия Донского. — М.: Алгоритм, 2014.
- Шамбаров В. Е. Ледовое побоище и другие войны Александра Невского. — М.: Алгоритм, 2014.
- Шамбаров В. Е. Пётр и Мазепа. Битва за Украину. — М.: Алгоритм, 2015. — 350 с. — (Русская история) ISBN 978-5-906798-36-7
- Шамбаров В. Е. Кукловоды третьего рейха: заговор против человечества. — М.: Алгоритм, 2015. — 447 с. — (Опасное знание) ISBN 978-5-906817-00-6, 1500 экз.
- Шамбаров В. Е. Русский победный марш по Европе. — М.: Алгоритм, 2015. — 255 с. (Русская история) ISBN 978-5-906817-42-6, 1500 экз.
- Шамбаров В. Е. Фашистская Европа. — М.: Алгоритм, 2016. — 543 с. — (Опасное знание) ISBN 978-5-906817-27-3, 1500 экз.
- Шамбаров В. Е. Иван Грозный против "Пятой колонны". Иуды Русского царства. — М.: Алгоритм, 2016. — 335 с. — (Исторические открытия) ISBN 978-5-9066842-95-4, 1500 экз.
- Шамбаров В. Е. Войны языческой Руси. Выбор веры. — М.: Вече, 2016. — 350 с. (Русь: история без фальсификаций) ISBN 978-5-4444-5551-7  1500 экз.
- Шамбаров В. Е. "Пятая колонна" Древней Руси: история в предательствах и интригах. — М.: Алгоритм, 2016. — 303 с. — (Пятая колонна) ISBN  978-5-906817-38-9, 1500 экз.
- Шамбаров В. Е. История княжеской Руси: от Киева до Москвы. — М.: Вече, 2017. — 510 с. —  (Русь: история без фальсификаций) ISBN 978-5-4444-5550-0 : 1500 экз.
- Шамбаров В. Е. Иван III и рождение Третьего Рима. — М.: Вече, 2017. — 575 с. — (Русь: история без фальсификаций) ISBN 978-5-4444-5884-6 : 1500 экз.
- Шамбаров В. Е. Иван Грозный и рождение Московского царства. — М.: Вече, 2017. — 350 с. — (Русь: история без фальсификаций) ISBN 978-5-4444-5538-8, 1500 экз.
- Шамбаров В. Е. Смута: гибель и воскресение Руси. — М.: Вече, 2017. — 542 с. — (Русь: история без фальсификаций) ISBN 978-5-4444-6222-5, 1500 экз.
- Шамбаров В. Е. Быль и легенды Запорожской Сечи: подлинная история малороссийского казачества. — М.: Алгоритм, 2017. — 543 с. — (Исторические открытия) ISBN 978-5-906842-50-3, 1500 экз.
- Шамбаров В. Е. Пётр и рождение империи. Как Россия посрамила Запад. — М.: Вече, 2017. — 350 с. — (Русь: история без фальсификаций) ISBN 978-5-4444-0809-4 : 1700 экз.
- Шамбаров В. Е., Чавчавадзе Е. Н. Лев Троцкий: тайны мировой революции. — М.: Вече, 2016. — 350 с. (Революция: западня для России) ISBN 978-5-4444-5099-4, 1500 экз.
- Шамбаров В. Е., Чавчавадзе Е. Н. Кто заплатил Ленину? — М.: Вече, 2017. — 366 с. — (Революция: западня для России) ISBN 978-5-4444-5769-6, 1500 экз.
- Шамбаров В. Е., Чавчавадзе Е. Н. Революция: западня для России. — М.: Вече, 2017. — 415 с. ISBN 978-5-4444-6194-5, 1500 экз.
- Шамбаров В. Е. "Пятая колонна" и Николай II. — М.: Алгоритм, 2017. — 415 с. — (Исторические открытия) ISBN 978-5-906979-94-0 : 1500 экз.
- Шамбаров В. Е. "Пятая колонна" Советского Союза. — М.: Алгоритм, 2017. — 335 с. (Исторические открытия) ISBN 978-5-906880-68-0, 1500 экз.
- Шамбаров В. Е. Святая Русь против варварской Европы. — М.: Вече, 2017. — 607 с. (Русь: история без фальсификаций) ISBN 978-5-4444-2986-0, 2000 экз.
- Шамбаров В. Е. Студенты шутят: от сессии до сессии. — М.: Алгоритм, 2017. — 350 с. (Юмор — это серьёзно) ISBN 978-5-906842-07-7, 1500 экз.
- Шамбаров В. Е. Героическая история России для детей. — М.: Алгоритм, 2018. — 430 с. ISBN 978-5-907028-92-0, 1000 экз.
- Шамбаров В. Е. Гибель советской империи. — М.: Алгоритм, 2018. — 335 с. — (Власть и народ).; ISBN 978-5-907024-66-3 : 1500 экз.

### Статьи
- Шамбаров В. Е. Генерал Андраник Сасунский в сражениях за Кавказ // Журнал «Исторические науки», № 1, 2006